# PRESENT (玉置浩二のアルバム)
『PRESENT』（プレゼント）は、日本のシンガーソングライターである玉置浩二の11枚目のオリジナル・アルバム。
2006年4月5日にソニー・ミュージックレコーズからリリースされた。オリジナル・アルバムとしては前作『今日というこの日を生きていこう』（2005年）以来約1年2ヶ月振りとなる作品である。作詞はほぼ全曲松井五郎が行い、一部の曲で玉置および安藤さと子が行っている。作曲はすべて玉置が行っているが1曲のみ矢萩渉との共作となっている。プロデューサーは玉置および安藤が担当している。
レコーディングは東京にあるソニー・ミュージックスタジオにて行われた。レコーディングには前年のコンサートツアーに参加したミュージシャンが多数参加しており、音楽性はロックナンバーからバラード、ファンク、レゲエなど様々なジャンルを網羅したものとなっている。
本作からは先行シングルとしてフジテレビ系テレビドラマ『飛鳥へ、そしてまだ見ぬ子へ』（2005年）の主題歌として使用された「いつもどこかで」、日本テレビ系テレビドラマ『あいのうた』（2005年）の主題歌として使用された「プレゼント」、日本テレビ系テレビアニメ『エンジェル・ハート』（2005年 - 2006年）の第2期オープニングテーマとして使用された「Lion」がシングルカットされた他、歌手のMISIAに提供した曲「虹のラララ」のセルフカバーが収録されている。本作はオリコンアルバムチャートにおいて最高位第26位となった。

## 背景
前作『今日というこの日を生きていこう』（2005年）リリース後、玉置は3月5日のパルテノン多摩公演から5月28日の東京国際フォーラム ホールA公演まで「コンサートツアー2005 ～今日というこの日を生きていこう～」と題したコンサートツアーを実施、38都市全38公演が行われた。ツアーメンバーは玉置、安藤、矢萩、カルロス菅野の他にギタリストとして土方隆行、ベーシストとしてコモブチキイチロウ、ドラマーとして渡嘉敷祐一が参加した。土方の参加はテレビで見た土方の演奏に惚れ込んだ玉置が熱望した事で実現した。
その後アンコール・ライブとして6月14日のZepp Tokyo公演が開催され、その時の模様はWOWOWにて放送された他、7月27日にはライブ・アルバム『LIVE!! 「今日というこの日を生きていこう」』として、11月2日にはライブ・ビデオ『「今日というこの日を生きていこう」LIVE in Zepp Tokyo』としてリリースされた。玉置がライブ・アルバムをリリースするのは『T』（1995年）以来約10年振りとなった。また玉置の意向により、『LIVE!! 「今日というこの日を生きていこう」』にはアルバム『今日というこの日を生きていこう』からは5曲のみしか選曲されておらず、アルバム6枚目のアルバム『JUNK LAND』（1997年）から7曲選曲される形となった。
10月5日にはフジテレビ系テレビドラマ『飛鳥へ、そしてまだ見ぬ子へ』の主題歌として使用された「いつもどこかで」をリリース。また前年にはなかった俳優業も行っており、同年10月12日から12月14日まで放送された日本テレビ系テレビドラマ『あいのうた』（2005年）に主演として出演した。玉置の民放での連続テレビドラマ出演はフジテレビ系テレビドラマ『こんな恋のはなし』（1997年）以来約8年振りとなった。ドラマ放送中の11月2日には同作の主題歌として使用された「プレゼント」をシングルとしてリリース、玉置としては異例の2ヶ月連続でのシングルリリースとなった。前述のツアー中に同ドラマの企画書を受け取った玉置は、ドラマのテーマが自身の音楽性に繋がると思い出演を快諾、軽井沢に拠点を移してから玉置はテレビ出演を避ける傾向にあったため、周囲のスタッフが驚く結果となった。

## 録音、制作
本作のレコーディングは東京にあるソニー・ミュージックスタジオにて行われた。プロデュースは玉置と安藤の共同プロデュースとなっている。東京でレコーディングを行う事となった切っ掛けはテレビドラマ『あいのうた』への出演であり、ドラマ撮影中の3ヶ月間に軽井沢から通う事が困難であったために玉置は東京でマンションを借りる事となった。ドラマ撮影中にアルバム制作への意欲が出た玉置はそのまま東京に残り、本作のレコーディングを行う事となった。レコーディングには前年のコンサートツアーのメンバーが参加しており、プロデューサーとして多数のスタジオ・ミュージシャンを迎えてレコーディングを行うのは玉置としては初の試みであった。また3枚目のアルバム『カリント工場の煙突の上に』（1993年）以降、玉置個人が様々な楽器を演奏し、それを多重録音していく方法が主立っていたのに対し、本作のようなレコーディングは玉置にとって新鮮な体験となった。
参加メンバーの内、ギタリストの土方隆行はかつてハードロックとプログレッシブ・ロック、フュージョンを融合した技巧派バンドのマライアに所属していた事があり、浅川マキや吉田美奈子など多くのミュージシャンをサポートしていた事で知られる。また、リリース当時にはスピッツや河村隆一のプロデュース業などでも知られていた。ベーシストのコモブチキイチロウは23歳からプロとして活動しており、ホベルト・メネスカル、ヴァンダ・サー、カルロス・リラ、ドリィ・カイミ、ミウシャなどブラジルのミュージシャンと多く共演していた。ドラマーの渡嘉敷祐一は1970年代には杉本喜代志グループや鈴木宏昌グループに所属しており、1986年から渡辺貞夫グループに所属して日本国外においても活躍していた実力派のジャズミュージシャンであった。また、渡嘉敷と玉置は前年のツアー以前から面識がある状態であった。ミキシング・エンジニアは玉置の意向により『LIVE!! 「今日というこの日を生きていこう」』を担当した松尾順二が指名され、『JUNK LAND』以来となる参加であった。玉置が東京在住時に最後にリリースしたアルバムが『JUNK LAND』であり、また本作において東京へと帰還した玉置は同作を指標として本作を制作する事となった。

## 音楽性と歌詞
本作にはシングルとしてリリースされた「いつもどこかで」およびカップリング曲の「発散だー!!」、「プレゼント」および「おいでよ僕の国へ」、「Lion」および「夜想」が収録された他、玉置がMISIAに提供しアルバム『SINGER FOR SINGER』（2004年）に収録された「虹のラララ」のセルフカバー・バージョンが収録されている。軽井沢時代の玉置はエフェクターの使用などを極力控え、玉置の生理感覚をダイレクトに反映させた作品作りを行っていたが、本作では演奏やミキシングにおいて他者のアイデアを受け入れている事が大きく異なる点となった。また全13曲の内4曲ではギターを弾いておらず作曲とボーカルに集中している点や、「ヒトリゴト」においてレゲエのリズムを使用している点などが特筆される。
本作にはブルージーなロック・ナンバーやバラード、ファンク、レゲエなど多彩なジャンルを盛り込んでいるが、全体に統一感を持たせた内容となっている。また歌詞に関しては前作から引き続き松井五郎が担当しており、前年7月に急死した玉置の愛猫ドーキュウをテーマにした歌詞が「いつもどこかで」や「おいでよ僕の国へ」などにおいて採用された。本作での作詞に関して松井は死を身近に感じる年齢になった事もあり、「命を懸けて君を守る」というフレーズにもリアリティが出る事を示唆した上で、「体温や感触などのリアリティがあるものを作っていきたいっていうのは、ずっと思ってます」と述べている。また「プレゼント」に関しては「聴いた人が好きなように考えましょうっていうものになればよいと思ってる」、「今っていう瞬間が、どれほどかけがえのないものなのかを伝えられるといいな」と述べている。

## リリース、ツアー
本作は2006年4月5日にソニー・ミュージックレコーズよりCDにてリリースされた。初回限定盤はシングル「プレゼント」および「Lion」のミュージックビデオと、「Lion」のメイキング・シーンを収録したDVDが付属され2枚組でリリースされた。本作からは先行シングルとして2005年10月5日にフジテレビ系テレビドラマ『飛鳥へ、そしてまだ見ぬ子へ』（2005年）の主題歌として使用された「いつもどこかで」、2005年11月2日に日本テレビ系テレビドラマ『あいのうた』（2005年）の主題歌として使用された「プレゼント」、2006年3月15日に日本テレビ系テレビアニメ『エンジェル・ハート』（2005年 - 2006年）の第2期オープニングテーマとして使用された「Lion」がそれぞれシングルカットされた。
本作を受けてのコンサートツアー「Koji Tamaki Concert Tour 2006 - PRESENT -」は、同年4月5日の和光市民文化センターサンアゼリアから6月30日の東京国際フォーラム ホールAまで34都市全35公演に及んで開催された。
2018年8月15日にはBlu-spec CD2の紙ジャケット仕様でソニー・ミュージックダイレクトのGT musicレーベルより再リリースされた。

## 批評、チャート成績
| 専門評論家によるレビュー | 専門評論家によるレビュー |
| レビュー・スコア         | レビュー・スコア         |
| 出典                     | 評価                     |
| ------------------------ | ------------------------ |
| CDジャーナル             | 肯定的                   |
| TOWER RECORDS ONLINE     | 肯定的                   |

本作のメッセージ性および玉置の歌唱力に関しては肯定的な意見が挙げられており、音楽情報サイト『CDジャーナル』では、本作を「アダルト層に強力にアピールしそうなAOR歌謡」と位置付けた上で、「シンプルで手堅いバッキングもいい」と称賛した他、「Melon Water」や「発散だー!!」、「Help」に関しては「まだまだ若いところも見せる」と評価、「やせっぽちの星」は「亡き愛猫に捧げた美しい作品」であると称賛した。また、「珠玉の名曲ばかりで構成された、玉置浩二の新たな名盤の誕生」と総括した。音楽情報サイト『TOWER RECORDS ONLINE』では、ブルージーなロックナンバーやバラード、ファンクと多彩な曲が収録されている事や外部ミュージシャンの参加が多い事を指摘した上で、「かつてないほどのオープンな作品となった」と称賛した。
本作はオリコンアルバムチャートにおいて最高位第26位の登場週数5回となり、売り上げ枚数は1.4万枚となった。本作の売り上げ枚数は玉置のアルバム売上ランキングにおいて第16位となっている。2022年および2023年に実施されたねとらぼ調査隊による玉置のアルバム人気ランキングにおいて共に第8位となり、2024年に実施された同ランキングにおいては第6位となった。

## 収録曲

### CD
- CDブックレットに記載されたクレジットを参照[29]。

| #         | タイトル              | 作詞                           | 作曲             | 編曲                 | 時間  |
| --------- | --------------------- | ------------------------------ | ---------------- | -------------------- | ----- |
| 1.        | 「Melon Water」       | 松井五郎                       | 玉置浩二、矢萩渉 | 玉置浩二、安藤さと子 | 4:36  |
| 2.        | 「シェルター」        | 松井五郎                       | 玉置浩二         | 玉置浩二、安藤さと子 | 4:22  |
| 3.        | 「延長戦」            | 松井五郎                       | 玉置浩二         | 玉置浩二、安藤さと子 | 4:10  |
| 4.        | 「いつもどこかで」    | 玉置浩二、安藤さと子、松井五郎 | 玉置浩二         | 玉置浩二、安藤さと子 | 4:21  |
| 5.        | 「虹のラララ」        | MISIA                          | 玉置浩二         | 玉置浩二、安藤さと子 | 4:30  |
| 6.        | 「Lion (album ver.)」 | 松井五郎                       | 玉置浩二         | 玉置浩二、安藤さと子 | 4:22  |
| 7.        | 「ヒトリゴト」        | 松井五郎                       | 玉置浩二         | 玉置浩二、安藤さと子 | 3:17  |
| 8.        | 「夜想」              | 松井五郎                       | 玉置浩二         | 玉置浩二、安藤さと子 | 4:59  |
| 9.        | 「発散だー!!」        | 松井五郎                       | 玉置浩二         | 玉置浩二、安藤さと子 | 2:59  |
| 10.       | 「プレゼント」        | 松井五郎                       | 玉置浩二         | 玉置浩二、安藤さと子 | 4:17  |
| 11.       | 「Help」              | 松井五郎                       | 玉置浩二         | 玉置浩二、安藤さと子 | 3:35  |
| 12.       | 「おいでよ 僕の国へ」 | 松井五郎                       | 玉置浩二         | 玉置浩二、安藤さと子 | 3:30  |
| 13.       | 「やせっぽちの星」    | 玉置浩二、安藤さと子           | 玉置浩二         | 安藤さと子           | 3:12  |
| 合計時間: | 合計時間:             | 合計時間:                      | 合計時間:        | 合計時間:            | 52:10 |

### DVD
1. 「プレゼント」（ビデオクリップ）
2. 「Lion」（ビデオクリップ）
3. 「Lion」（ビデオクリップ・メイキング映像）

## スタッフ・クレジット
- CDブックレットに記載されたクレジットを参照[30]。

### 参加ミュージシャン
| 1. 「Melon Water」 - 玉置浩二 – アコースティック・ギター、コーラス、ボーカル - 安藤さと子 – ウーリッツァー - 渡嘉敷祐一 – ドラムス、シェイカー - 岡沢章 – ベース - 矢萩渉 – エレクトリック・ギター、ギターソロ - 土方隆行 – エレクトリック・ギター、ボトルネック 2. 「シェルター」 - 玉置浩二 – アコースティック・ギター、コーラス、ボーカル - 安藤さと子 – ウーリッツァー、パッドシンセ - 渡嘉敷祐一 – ドラムス - 美久月千晴 – ベース - 矢萩渉 – エレクトリック・ギター、テーマリフ - 土方隆行 – エレクトリック・ギター、ハーモニクス] 3. 「延長戦」 - 玉置浩二 – アコースティック・ギター、コーラス、ボーカル - 安藤さと子 – ピアノソロ、テーマリフ - 渡嘉敷祐一 – ドラムス - 美久月千晴 – ベース - 矢萩渉 – エレクトリック・ギター、テーマリフ - 土方隆行 – エレクトリック・ギター 4. 「いつもどこかで」 - 玉置浩二 – アコースティック・ギター、コーラス、ボーカル - 安藤さと子 – ウーリッツァー、ハモンドB-3、シンセサイザー、シンセサイザー - 渡嘉敷祐一 – ドラムス - コモブチキイチロウ – ベース - 矢萩渉 – エレクトリック・ギター - 土方隆行 – エレクトリック・ギター、ギターソロ 5. 「虹のラララ」 - 玉置浩二 – コーラス、ボーカル - 安藤さと子 – ピアノ - 渡嘉敷祐一 – ドラムス、パーカッション - 岡沢章 – ベース - 矢萩渉 – アコースティック・ギター、ギターソロ - 土方隆行 – アコースティック・ギター 6. 「Lion (album ver.)」 - 玉置浩二 – アコースティック・ギター、コーラス、ボーカル - 安藤さと子 – ウーリッツァー、コーラス - 渡嘉敷祐一 – ドラムス - 美久月千晴 – ベース - 矢萩渉 – エレクトリック・ギター、テーマリフ、コーラス - 土方隆行 – エレクトリック・ギター、ボトルネック 7. 「ヒトリゴト」 - 玉置浩二 – コーラス、ボーカル - 安藤さと子 – シンセエレピ、テーマリフ - 渡嘉敷祐一 – ドラムス、ループ - 岡沢章 – ベース - 矢萩渉 – エレクトリック・ギター、テーマリフ - 土方隆行 – エレクトリック・ギター、ギターソロ | 1. 「夜想」 - 玉置浩二 – アコースティック・ギター、コーラス、ボーカル - 安藤さと子 – フェンダー・ローズ・ピアノ、ピアノ、シンセサイザー - 渡嘉敷祐一 – ドラムス - 岡沢章 – ベース - 矢萩渉 – エレクトリック・ギター - 土方隆行 – エレクトリック・ギター、ギターソロ - 竹内ストリングス – ストリングス - 竹内純 – ストリングス・アレンジメント 2. 「発散だー!!」 - 玉置浩二 – アコースティック・ギター、コーラス、ボーカル - 安藤さと子 – シンセサイザー、コーラス - 渡嘉敷祐一 – ドラムス - コモブチキイチロウ – ベース - 矢萩渉 – エレクトリック・ギター - 土方隆行 – エレクトリック・ギター、ギターソロ 3. 「プレゼント」 - 玉置浩二 – アコースティック・ギター、クラシック・ギターソロ、コーラス、ボーカル - 安藤さと子 – ウーリッツァー、シンセサイザー - 渡嘉敷祐一 – ドラムス - 岡沢章 – ベース - 矢萩渉 – エレクトリック・ギター - 土方隆行 – エレクトリック・ギター - 竹内ストリングス – ストリングス - 竹内純 – ストリングス・アレンジメント 4. 「Help」 - 玉置浩二 – コーラス、ボーカル - 安藤さと子 – ウーリッツァー - 渡嘉敷祐一 – ドラムス - 岡沢章 – ベース - 矢萩渉 – エレクトリック・ギター、ギターソロ - 土方隆行 – エレクトリック・ギター 5. 「おいでよ 僕の国へ」 - 玉置浩二 – アコースティック・ギター、コーラス、ボーカル - 安藤さと子 – ウーリッツァー、シンセサイザー - 渡嘉敷祐一 – ドラムス - コモブチキイチロウ – ベース - 矢萩渉 – エレクトリック・ギター - 土方隆行 – エレクトリック・ギター、ボトルネックソロ 6. 「やせっぽちの星」 - 玉置浩二 – ボーカル - 安藤さと子 – ピアノ、パッドシンセ |

### 録音スタッフ
- 玉置浩二 – プロデューサー
- 安藤さと子 – プロデューサー
- 松尾順二（ソニー・ミュージックスタジオ） – レコーディング・エンジニア、ミキシング・エンジニア
- 茅根裕司（ソニー・ミュージックスタジオ） – マスタリング・エンジニア
- 高山浩也（ソニー・ミュージックスタジオ） – アシスタント・エンジニア
- 小柳晃（ソニー・ミュージックスタジオ） – アシスタント・エンジニア
- 池田修平（ソニー・ミュージックスタジオ） – アシスタント・エンジニア
- アンクルオニオン – マネージメント・オフィス
- 福谷京子（アンクルオニオン） – マネージメント・デスク
- 伊藤一臣 (MSE) – ミュージシャンズ・コーディネーション

### 美術スタッフ
- 平澤一成（ハイウェイグラフィックス） – アート・ディレクション、デザイン
- 吉田恒星 (JUNK LAND) – 写真撮影
- 鍋田由美 – スタイリスト
- 宮内直人 (SUGAR) – ヘアー&メイク・アップ
- ジェリー・K・ホワイト – インターナショナル・コーディネーション
- ケヴィン・H・ヤマザキ – インターナショナル・コーディネーション
- アーネル・ロペス・キャピル – インターナショナル・コーディネーション

### 制作スタッフ
- 高木伸二（ソニー・ミュージックレコーズ） – A&R
- 志倉幸代（ソニー・ミュージックレコーズ） – A&R
- 八田雅美（ソニー・ミュージックコミュニケーションズ） – プロダクト・コーディネーション
- ヤマ犬猫病院 – スペシャル・サンクス
- モントゥトゥ – スペシャル・サンクス
- 関正春 – スペシャル・サンクス
- 松山洋子 – スペシャル・サンクス
- 柳澤敏幸 – スペシャル・サンクス
- 吉田輝久枝 – スペシャル・サンクス
- 乃木坂アーティストリアム – スペシャル・サンクス
- 平賀裕二（サウンドクルー） – スペシャル・サンクス

## チャート
| チャート         | 最高順位 | 登場週数 | 売上数  | 出典  |
| ---------------- | -------- | -------- | ------- | ----- |
| 日本（オリコン） | 26位     | 5回      | 1.4万枚 | [ 2 ] |

## リリース日一覧
| No. | リリース日    | レーベル                                 | 規格         | カタログ番号 | 備考                   | 出典          |
| --- | ------------- | ---------------------------------------- | ------------ | ------------ | ---------------------- | ------------- |
| 1   | 2006年4月5日  | ソニー・ミュージックレコーズ             | CD + DVD     | SRCL-6244～5 | 初回限定盤             | [ 31 ] [ 32 ] |
| 2   | 2006年4月5日  | ソニー・ミュージックレコーズ             | CD           | SRCL-6246    | 通常盤                 | [ 24 ] [ 33 ] |
| 3   | 2012年10月1日 | ソニー・ミュージックダイレクト           | AAC-LC       | -            | デジタル・ダウンロード | [ 34 ]        |
| 4   | 2012年10月1日 | ソニー・ミュージックダイレクト           | ロスレスFLAC | -            | デジタル・ダウンロード | [ 35 ]        |
| 5   | 2018年8月15日 | ソニー・ミュージックダイレクト／GT music | BSCD2        | MHCL-30529   | 紙ジャケット仕様       | [ 36 ] [ 1 ]  |